# 도치기 현립 미술관
도치기 현립 미술관(栃木県立美術館 도치기켄리쓰비주쓰칸[*])은 일본 도치기현 우쓰노미야시에 있는 미술관이다.